# Палац мистецтв (Львів, Стрийський парк)
Па́лац мисте́цтв — побудований на верхній терасі Стрийського парку при головній алеї Галицької крайової виставки 1894 року. Це був найбільший мурований будинок у комплексі експозиції Виставки. 
Будівля зведена у стилі неоренесанс. Над проєктом працювали архітектори Григорій Пежанський та Міхал Лужецький під керівництвом Франциска Сковрона. В нішах на фасаді вміщено алегоричні скульптури Мистецтво та Скульптура роботи Антона Попеля, аттик ризаліту прикрашений скульптурами Юліяна Марковського. Будівництвом керували Станіслав Холонєвський та Владислав Ґодовський. Художнім оформленням будівлі займався рідний брат Антона Попеля Тадеуш. Скульптури на фронтоні до наших днів не збереглися.
В палаці мистецтв експонувалося три виставки: «Давні пам'ятки», «Ретроперспектива польського мистецтва (1764-1886)» та «Сучасне мистецтво (1887-1894)».
Спочатку виставки сучасного та старовинного мистецтва в палаці проводило Товариство друзів мистецтва. Ось, як пишуть тогочасні газети. «Урочисте відкриття Весняного салону в Палаці мистецтва на Післявиставковій площі в Стрийському парку відбудеться в неділю, 17-го ц. м., о 12 год. ранку. Весняний салон буде справжнім мистецьким досягненням у житті Львова. У виставці, крім місцевих митців, візьмуть участь краківські, варшавські й познанські художники і скульптори. Виставковий комітет, керуючись гаслом єдності трьох частин Польщі у складі інших країн, доклав великих зусиль, аби зібрати у весняному салоні найбільш характерні витвори польської мистецької творчості».
Від 1922 року й до початку другої світової війни в парку працювала виставка-ярмарок «Східні торги», а Товариство митців вимушено було за 1000 злотих орендувати приміщення лише влітку, коли Торги не працювали. Є відомості про те, що після зміни власника, змінився і надпис на будівлі, а саме замість «Artibus et litteris» (укр. «Мистецтву та науці») стало «Laborem nostrum patriae» (укр. «Наша праця Батьківщині»). 
У 1950–1952 роках Палац мистецтв був перебудований на спорткомплекс Львівської політехніки за проєктом Яна Багенського. У будівлі тепер є басейн для плавання та зали для баскетболу, волейболу, гандболу, футболу, тенісу, шахів, легкої атлетики, вільної та греко-римської боротьби, дзюдо-самбо, спортивної гімнастики, боксу, спортивного туризму та інших видів спорту. Будинок внесений до реєстру пам'яток архітектури місцевого значення.